# Megoura lespedezae
Megoura lespedezae är en insektsart. Megoura lespedezae ingår i släktet Megoura och familjen långrörsbladlöss. Inga underarter finns listade i Catalogue of Life.